# Адолф (Бентхайм-Текленбург)
Адолф фон Текленбург (на немски: Adolf von Tecklenburg) от фамилията Бентхайм-Текленбург е от 1606 г. до смъртта си граф на Текленбург и господар на Реда.

## Биография
Роден е на 17 юли 1577 година в Щайнфурт. Той е третият син на граф Арнолд II фон Бентхайм-Текленбург (1554 – 1606) и Магдалена фон Нойенар-Алпен (ок. 1550 – 1626), дъщеря на граф Гумпрехт II фон Нойенар-Алпен. Брат е на Ебервин Вирих (1576 – 1596 в Падуа), Арнолд Йост (1580 – 1643), Вилхелм Хайнрих (1584 – 1632), Конрад Гумпрехт (1585 – 1618), Фридрих Лудолф (1587 – 1629), на Анна (1579 – 1624), омъжена 1595 г. за княз Христиан I фон Анхалт-Бернбург, Амоена Амалия (1586 – 1625), омъжена 1606 г. за княз Лудвиг I фон Анхалт-Кьотен, и на Магдалена (1591 – 1649), омъжена 1631 г. за граф Георг Ернст фон Лимбург-Щирум.
Той следва в Херборн, Хайделберг и Утрехт. След смъртта на баща му през 1606 г. братята управляват първо заедно и през 1609 г. поделят собствеността. Адолф получава старото графство Текленбург и господството Реда. През 1609 г. той свиква генерален църковен събор, грижи се за училищната и църковната система.
По неговото време започва Тридесетгодишната война. Умира на 25 ноември 1623 година на 46-годишна възраст. Погребан е в градската църква в Реда. След смъртта му неговата съпруга поема регентството.

## Фамилия
Адолф се жени 1606 г. за графиня Маргарета фон Насау-Висбаден-Идщайн (* 15 септември 1589, Идщайн; † 28 декември 1660, Реда), дъщеря на граф Йохан Лудвиг I фон Насау-Висбаден-Идщайн (1567 – 1596) и графиня Мария фон Насау-Диленбург (1568 – 1625), дъщеря на граф Йохан VI фон Насау-Диленбург. Те имат децата:
- Арнолд
- Мориц (1615 – 1674), граф на Бентхайм-Текленбург, женен 1636 г. за принцеса Йохана Доротея фон Анхалт-Десау (1612 – 1695)
- Фридрих Лудвиг (1617 – 1643), каноник в Бремен
- Христиан Адолф
- Магдалена Мария, монахиня в Херфорд
- Анна Амоена († млада)
- Сибила Юлиана († 1643), омъжена за Проспер, граф фон Арко († 1679)
- Рената Елизабет († 1649)